# Cúp bóng đá Nam Mỹ 1983
Cúp bóng đá Nam Mỹ 1983 là Cúp bóng đá Nam Mỹ lần thứ 32, diễn ra ở tất cả các quốc gia Nam Mỹ từ 10 tháng 8 đến 4 tháng 11 năm 1983. Giải đấu có 10 đội tuyển tham gia, chia làm 3 bảng 3 đội để chọn ra 4 đội xuất sắc nhất lọt vào bán kết. Uruguay giành chức vô địch lần thứ 12 sau khi vượt qua Brasil ở trận chung kết.

## Vòng bảng

### Bảng A
| Đội       | Tr | T | H | B | BT | BB | HS | Đ |
| --------- | -- | - | - | - | -- | -- | -- | - |
| Uruguay   | 4  | 3 | 0 | 1 | 7  | 4  | +3 | 6 |
| Chile     | 4  | 2 | 1 | 1 | 8  | 2  | +6 | 5 |
| Venezuela | 4  | 0 | 1 | 3 | 1  | 10 | −9 | 1 |

| Uruguay                                                 | 2–1 | Chile                    |
| ------------------------------------------------------- | --- | ------------------------ |
| Eduardo Mario Acevedo 45' · Fernando Morena 63' (ph.đ.) |     | Juan Carlos Orellana 76' |

| Uruguay                                                                | 3–0 | Venezuela |
| ---------------------------------------------------------------------- | --- | --------- |
| Wilmar Cabrera 55' · Fernando Morena 51' (ph.đ.) · Arsenio Luzardo 68' |     |           |

| Chile                                                                              | 5–0 | Venezuela |
| ---------------------------------------------------------------------------------- | --- | --------- |
| Oscar Arriaza 22' · Rodolfo Dubó 25' · Jorge Aravena 35', 83' · Rubén Espinoza 51' |     |           |

| Chile                                      | 2–0 | Uruguay |
| ------------------------------------------ | --- | ------- |
| Rodolfo Dubó 9' · Juan Carlos Letelier 80' |     |         |

| Venezuela        | 1–2 | Uruguay                                    |
| ---------------- | --- | ------------------------------------------ |
| Pedro Febles 77' |     | Alberto Santelli 74' · Carlos Aguilera 87' |

| Venezuela | 0–0 | Chile |
| --------- | --- | ----- |
|           |     |       |

### Bảng B
| Đội       | Tr | T | H | B | BT | BB | HS | Đ |
| --------- | -- | - | - | - | -- | -- | -- | - |
| Brasil    | 4  | 2 | 1 | 1 | 6  | 1  | +5 | 5 |
| Argentina | 4  | 1 | 3 | 0 | 5  | 4  | +1 | 5 |
| Ecuador   | 4  | 0 | 2 | 2 | 4  | 10 | −6 | 2 |

| Ecuador                                         | 2–2 | Argentina                      |
| ----------------------------------------------- | --- | ------------------------------ |
| Galo Fidean Vásquez 68' · José Jacinto Vega 79' |     | Jorge Luis Burruchaga 40', 51' |

| Ecuador | 0–1 | Brasil               |
| ------- | --- | -------------------- |
|         |     | Roberto Dinamite 14' |

| Argentina          | 1–0 | Brasil |
| ------------------ | --- | ------ |
| Ricardo Gareca 55' |     |        |

| Brasil                                                              | 5–0 | Ecuador |
| ------------------------------------------------------------------- | --- | ------- |
| Renato Gaúcho 12' · Roberto Dinamite 46', 55' · Éder 58' · Tita 60' |     |         |

| Argentina                                            | 2–2 | Ecuador                                |
| ---------------------------------------------------- | --- | -------------------------------------- |
| Víctor Ramos 50' · Jorge Luis Burruchaga 90' (ph.đ.) |     | Lupo Quiñónez 44' · Hans Maldonado 90' |

| Brasil | 0–0 | Argentina |
| ------ | --- | --------- |
|        |     |           |

### Bảng C
| Đội      | Tr | T | H | B | BT | BB | HS | Đ |
| -------- | -- | - | - | - | -- | -- | -- | - |
| Perú     | 4  | 2 | 2 | 0 | 6  | 4  | +2 | 6 |
| Colombia | 4  | 1 | 2 | 1 | 5  | 5  | 0  | 4 |
| Bolivia  | 4  | 0 | 2 | 2 | 4  | 6  | −2 | 2 |

| Bolivia | 0–1 | Colombia |
| ------- | --- | -------- |
|         |     | Didí 73' |

| Perú               | 1–0 | Colombia |
| ------------------ | --- | -------- |
| Franco Navarro 70' |     |          |

| Bolivia          | 1–1 | Perú               |
| ---------------- | --- | ------------------ |
| Erwin Romero 65' |     | Franco Navarro 89' |

| Colombia                                          | 2–2 | Perú                                               |
| ------------------------------------------------- | --- | -------------------------------------------------- |
| Miguel Augusto Prince 46' · Fernando Fiorillo 69' |     | Eduardo Malásquez 25' (ph.đ.) · Juan Caballero 85' |

| Colombia                              | 2–2 | Bolivia                              |
| ------------------------------------- | --- | ------------------------------------ |
| Didí 2' · Nolberto Molina 60' (ph.đ.) |     | Milton Melgar 78' · Silvio Rojas 80' |

| Perú                                  | 2–1 | Bolivia            |
| ------------------------------------- | --- | ------------------ |
| Germán Leguía 6' · Juan Caballero 21' |     | David Paniagua 46' |

## Bán kết
| Perú | 0–1 | Uruguay      |
| ---- | --- | ------------ |
|      |     | Aguilera 65' |

| Uruguay     | 1–1 | Perú          |
| ----------- | --- | ------------- |
| Cabrera 49' |     | Malásquez 24' |

| Paraguay  | 1–1 | Brasil   |
| --------- | --- | -------- |
| Morel 70' |     | Éder 88' |

| Brasil | 0–0 | Paraguay |
| ------ | --- | -------- |
|        |     |          |

### Chung kết
| Uruguay                     | 2–0 | Brasil |
| --------------------------- | --- | ------ |
| Francescoli 41' · Diogo 80' |     |        |

| Brasil       | 1–1 | Uruguay      |
| ------------ | --- | ------------ |
| Jorginho 23' |     | Aguilera 77' |

### Vô địch
| Vô địch Copa América 1983 Uruguay Lần thứ 12 |

## Danh sách cầu thủ ghi bàn
| 3 bàn - Jorge Luis Burruchaga - Roberto Dinamite - Carlos Aguilera 2 bàn - Éder - Jorge Orlando Aravena Plaza - Rodolfo Dubó - Didí - Juan Caballero - Franco Navarro - Fernando Morena - Eduardo Malásquez 1 bàn - Ricardo Gareca - Víctor Ramos - Milton Melgar - David Paniagua - Silvio Rojas - Erwin Romero | - Jorginho - Renato Gaúcho - Tita - Oscar Arriaza - Rubén Espinoza - Juan Carlos Letelier - Juan Carlos Orellana - Fernando Fiorillo - Nolberto Molina - Miguel Augusto Prince - Hans Maldonado - Lupo Quiñónez - Galo Fidean Vázquez - José Jacinto Vega - Milciades Morel - Germán Leguía - Eduardo Mario Acevedo - Víctor Diogo - Enzo Francescoli - Roberto Luzardo - Alberto Santelli - Pedro Febles |